# Polaria

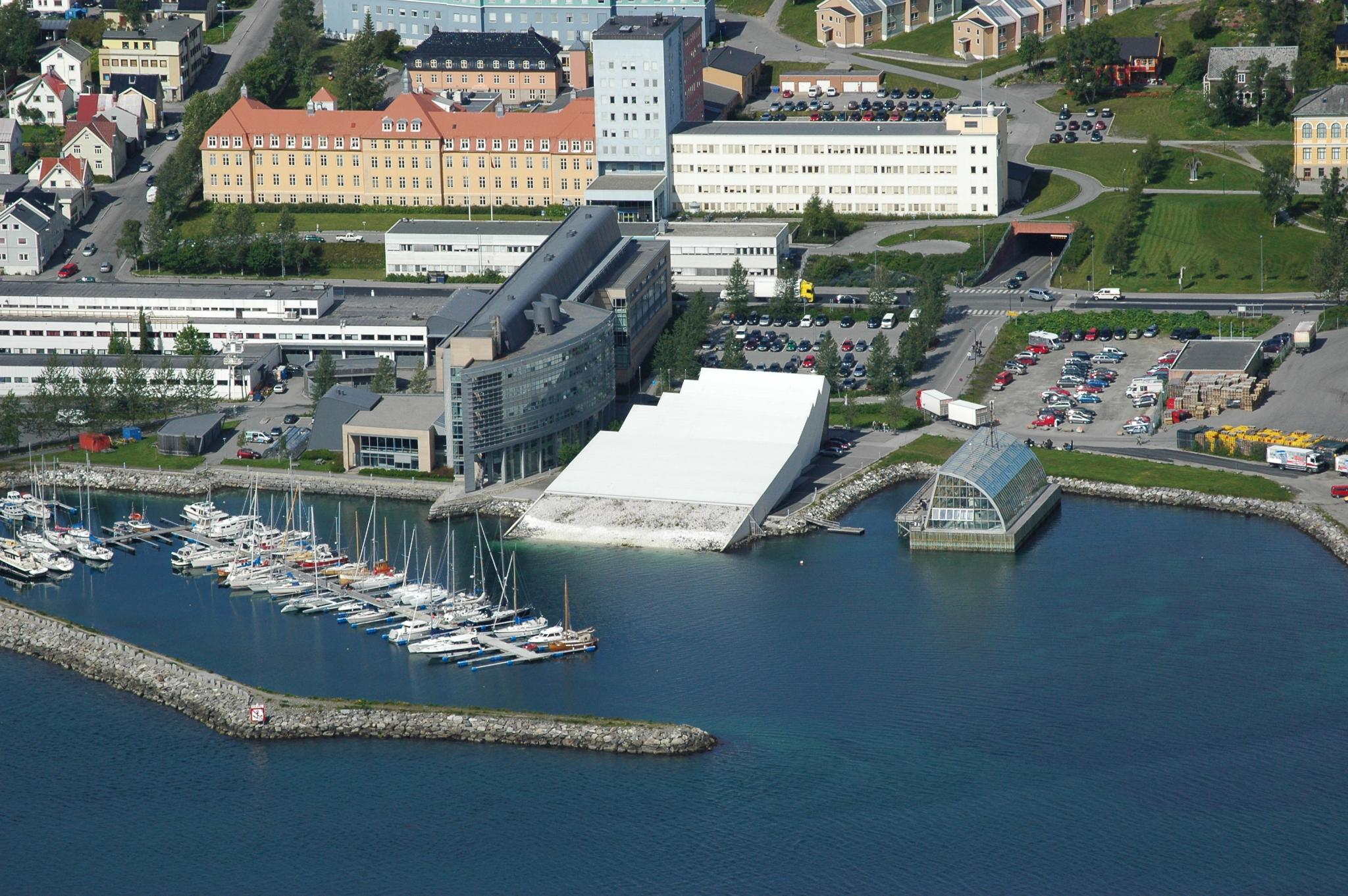
Akwarium z lotu ptaka

Polaria – akwarium i muzeum poświęcone obszarom polarnym, zlokalizowane w Tromsø, w północnej Norwegii, najdalej wysunięte na północ akwarium świata. Zlokalizowane jest na wybrzeżu, w budynku o specyficznym kształcie, mającym przypominać opadające bloki lodowe.

## Historia
Uniwersytet w Tromsø od momentu powstania w 1968 roku prowadził badania obszarów arktycznych. W 1998 roku do Tromsø przeniesiono z Oslo Norweski Instytut Polarny. Z tej okazji w tym samym roku zostało otwarte akwarium Polaria. W 2003 roku do akwarium sprowadzono pierwsze foki.

## Akwarium
W akwarium żyją dwa gatunki fok, w tym dwa fokowąsy brodate, jedyni przedstawiciele tego gatunku żyjący w niewoli, a także dwie foki pospolite. Ponadto, w akwarium prezentowane są gatunki ryb charakterystyczne dla wód arktycznych, przede wszystkim tych spotykanych u wybrzeży Norwegii i w Morzu Barentsa. Temperatura wody w basenach jest regulowana zgodnie z warunkami atmosferycznymi na zewnątrz akwarium. Jej temperatura nigdy nie przekracza 6°C.

## Muzeum
W przylegającym do akwarium muzeum prezentowane są wystawy poświęcone małżom i ich roli w ekosystemach morskich, wpływowi działalności człowieka i zmian klimatu na obszary arktyczne, a także powstawaniu i topnieniu pokrywy lodowej wokół biegunów geograficznych. W muzeum mieści się także kino z miejscami siedzącymi dla 175 osób. Ekran ma w nim 21 metrów długości i 3,2 metra szerokości, zaś specjalnie w tym celu nagrane filmy są na nim wyświetlane przez pięć projektorów celem osiągnięcia panoramicznego obrazu.